# Międzynarodowa Federacja Praw Człowieka
Międzynarodowa Federacja Praw Człowieka (ang. International Federation for Human Rights, fr. Fédération internationale pour les droits humains, FIDH) – pozarządowa federacją organizacji praw człowieka. Założona w 1922 jest trzecią najstarszą międzynarodową organizacją praw człowieka na świecie po Anti-Slavery International i Save the Children. Od 2020 FIDH składa się z federacji 192 organizacji ze 112 krajów, w tym z Izraela i Palestyny.

## Charakterystyka
FIDH jest organizacją bezpartyjną, bezwyznaniową i pozarządową. Jej głównym zadaniem jest promowanie poszanowania wszystkich praw określonych w Powszechnej Deklaracji Praw Człowieka, Międzynarodowym Pakcie Praw Obywatelskich i Politycznych oraz Międzynarodowym Pakcie Praw Gospodarczych, Społecznych i Kulturalnych.
Główna siedziba organizacji mieści się w Paryżu. Posiada również biuro regionalnie w Tunisie, a także współdzieli biura z innymi organizacjami w Wybrzeżu Kości Słoniowej, Republice Środkowoafrykańskiej i Mali. Ma również stałe delegacje w Genewie (ONZ), Brukseli (UE) i Hadze (Międzynarodowy Trybunał Karny).
W Polsce do FIDH należy Polskie Towarzystwo Prawa Antydyskryminacyjnego.